# Vendor lock-in
 Der er for få eller ingen kildehenvisninger i denne artikel, hvilket er et problem. Du kan hjælpe ved at angive troværdige kilder til de påstande, som fremføres i artiklen.

Vendor lock-in er et begreb inden for økonomi og informationsteknologi som betyder, at der er betydelige omkostninger forbundet ved at skifte produkt eller leverandør, hvis man først har valgt at benytte sig af én leverandørs produkt eller ydelse.
Inden for økonomien gør vendor lock-in-effekter kunder afhængige af en leverandør for produkter og ydelser. Lock-in sætter kunden ude af stand til at skifte leverandør uden store omkostninger.
| Økonomi | Spire Denne artikel om økonomi er en spire som bør udbygges. Du er velkommen til at hjælpe Wikipedia ved at udvide den. |